# 佛保
佛柱，又名佛保，字霽峰，尼奇哩氏，满洲镶白旗人，乾隆壬子举人，嘉慶己未進士。历任工部主事，吏部侍郎，經筵講官，鑲藍旗滿洲副都統等职。
有子淳兴, 道光乙酉举人，女儿为嘉庆十年进士，兵部尚书特登额夫人。